# Kolcomysz dżibucka
Kolcomysz dżibucka (Acomys mullah) – gatunek ssaka z podrodziny sztywniaków (Deomyinae) w obrębie rodziny myszowatych (Muridae), występujący na Półwyspie Somalijskim.

## Zasięg występowania
Kolcomysz dżibucka występuje we wschodniej Etiopii, południowej Erytrei, północnej Somalii (Somaliland) i Dżibuti (stąd nazwa).

## Taksonomia
Gatunek po raz pierwszy zgodnie z zasadami nazewnictwa binominalnego opisał w 1904 brytyjski zoolog Oldfield Thomas nadając mu nazwę Acomys mullah. Holotyp pochodził z Harer, w Etiopii. 
A. mullah był uznawany za synonim A. cineraceus lub A. cahirinus a także za podgatunek A. dimidiatus; w oczekiwaniu na rewizję taksonomiczną jest uznawany za odrębny gatunek. Autorzy Illustrated Checklist of the Mammals of the World uznają ten takson za gatunek monotypowy.

### Etymologia
- Acomys: gr. ακη akē „ostry punkt”; μυς mus, μυός muos „mysz”[8].
- mullah: pers. ‏ملا‎ mollâ „mułła”[9].

## Morfologia
Długość ciała (bez ogona) 106–134 mm, długość ogona 95–117 mm, długość ucha 14–18 mm, długość tylnej stopy 15–18 mm; brak szczegółowych danych dotyczących masy ciała.

## Ekologia
Jest spotykana do wysokości 1000 m n.p.m., przeważnie poniżej 100 m n.p.m., a w depresyjnej Kotlinie Danakilskiej także poniżej poziomu morza. Preferuje nocny i naziemny tryb życia. Preferuje tereny o bardzo skąpej szacie roślinnej, skaliste równiny i solniska. Jest owadożerna. Nie wiadomo, czy potrafi przetrwać w zaburzonym środowisku.

## Populacja
Międzynarodowa Unia Ochrony Przyrody uznaje kolcomysz dżibucką za gatunek najmniejszej troski. Obecnie nie są znane zagrożenia dla gatunku, oprócz przedłużających się okresów suszy. Nie jest znany trend rozwoju ani liczebność populacji, ale zasięg gatunku jest duży i nie zostały zidentyfikowane czynniki, które mogłyby zaszkodzić jego środowisku życia. Ze względu na niestabilną sytuację polityczną w regionie gatunkowi temu poświęcono niewiele badań, mało okazów jest znanych nauce.